# Île Nansen (terre François-Joseph)
Pour les articles homonymes, voir Île Nansen.
L'île Nansen (en russe : Остров Нансена, Ostrov Nansena) est une île de la terre François-Joseph, en Russie. Elle est pratiquement toujours glacée.

## Géographie
Située au centre d'un groupe d'îles, elle est séparée à l'ouest de l'île Koettlitz par le canal Robert Peel et à l'est de l'île Pritchett par le canal Hamilton, dont la largeur est inférieure à 2 km dans sa partie la plus étroite. Elle est bordée au nord-est par le détroit de Markham (пролив Маркама) et au sud-ouest par le détroit de Young (пролив Аллен-Юнг).
Les caps de l'île sont au nord le cap Arthur, au sud-ouest le cap Ouchakov, et au sud le cap Taylor.
Deux îlots adjacents, l'île Wilton et l'île Jefferson, sont situés respectivement au nord et au sud de l'île.

## Histoire
L'île a été nommée en l'honneur de l'explorateur arctique Fridtjof Nansen, qui a exploré et cartographié l'archipel en 1896. 